# Polyaulon grandis
Polyaulon grandis là một loài tò vò trong họ Ichneumonidae.